# Be Honest with Me
Be Honest with Me ist ein von Gene Autry (Musik) und Fred Rose (Text) geschriebener Song, der 1941 veröffentlicht wurde.
Gene Autry und Fred Rose schrieben Be Honest with Me für den Film Ridin’ on a Rainbow (1941, Regie Lew Landers) mit Gene Autry, Smiley Burnette und Mary Lee in den Hauptrollen. Im Film wurde der Song von Gene Autry in der Rolle eines singenden Cowboys vorgestellt. Be Honest with Me erhielt 1942 eine Oscar-Nominierung in der Kategorie Bester Song.
Autry, auf einem Pferd reitend, mahnt in dem Lied seine zu Hause zurückgebliebene Geliebte, „ehrlich mit mir zu bleiben, was immer du tust“; sie solle daran denken, dass „du mir gehörst, Liebes“.
Gene Autrys Plattenaufnahme des Songs erschien als 78er auf Okeh Records 05980, gekoppelt mit What’s Gonna Happen to Me. Autrys Filmsong war zusammen mit den Versionen von Red Foley und Roy Acuff (Columbia 37020) einer der großen Hits der amerikanischen Country-Musik 1941.

## Coverversionen
Der Titel wurde von zahlreichen Künstlern wie Dick Robertson (1941), Bing Crosby (1941), Dean Martin (1950), Slim Whitman (1966), Tyrone Davis (19), Bobby Darin (1963) und Carl Perkins gecovert. Die Plattform cover.info verzeichnete im Oktober 2023 23 Versionen des Liedes, auf secondhandsongs.com waren 43 Versionen verzeichnet.

## Auszeichnungen
Der Song wurde am 20. August 1940 in den CBS Columbia Square Studios in Hollywood aufgenommen.